# Hugh de Neville
Hugh de Neville († vor 21. Juli 1234) war ein englischer Forstbeamter, der von 1198 bis 1216 und von 1224 bis 1229 oberster königlicher Forstrichter war.

## Herkunft und Aufstieg unter Richard Löwenherz
Hugh de Neville war wahrscheinlich ein Sohn von Ralph de Neville und damit ein Enkel des äußerst unbeliebten Alan de Neville, des obersten Forstbeamten von König Heinrich II. Nach der Chronik von Matthew Paris brachte Richard Löwenherz Neville an den Hof seines Vaters Heinrich II. Gegen Ende der Herrschaft von Heinrich II. wurde Neville Verwalter von zwei Baronien in Northumberland. Als Richard nach dem Tod seines Vaters König wurde, übertrug er Neville das Gut von Hallingbury in Essex. Neville nahm am Kreuzzug von Richard teil, wo er unter anderem 1192 am Kampf um Jaffa teilnahm. Nach Matthew Paris kämpfte er im Heiligen Land gegen einen Löwen, doch diese Legende diente wohl nur zur Erklärung seines Siegels, das einen Mann zeigte, der einen Löwen erschlägt.

## Enger Gefolgsmann von König Johann
1198 übertrug ihm der König das Amt des obersten Forstrichters. In diesem Amt oblag ihm die Wahrung der königlichen Forsthoheit. Sein erstes Forstgericht, das Neville abhielt, wurde von dem Chronisten Roger von Hoveden, der in den 1180er Jahren selbst Forstrichter war, kritisiert, da während der Versammlung nur ein Turnier mit zahlreichen Rittern und Baronen stattfand. Der König vermittelte dazu Nevilles Hochzeit mit Joan, der ältesten Tochter von Henry of Cornhill. 1194 zahlte er 100 Mark, um ihre Vormundschaft zu erhalten, die Heirat fand vor 1200 statt. Durch die Heirat erhielt er schließlich die Hälfte der Baronie Courcy, die Joan von ihrer Mutter Alice de Courcy erbte (siehe Haus Courcy). Dazu wurde Neville 1197 Sheriff von Essex und Hertfordshire, was er bis 1200 blieb. Unter König Johann Ohneland übernahm er diese Ämter erneut von 1203 bis 1204. Später war er noch von 1210 bis 1212 Sheriff von Hampshire. König Johann ernannte ihn dazu zum Kommandanten der königlichen Burgen Marlborough und Ludgershall, was er fast während der gesamten Herrschaft Johanns blieb, dazu wurde er zeitweise noch Kommandant von weiteren Burgen. Die Gunst des Königs zeigte sich auch durch die Ländereien, die Neville zur Verwaltung übertragen wurden. Dazu wurde ihm 1204 das Gut von Arnold im Sherwood Forest übertragen. Als oberster Forstbeamter konnte er großteils ohne Kontrolle durch den königlichen Schatzmeister agieren, da ihm für die Verwaltung der königlichen Forste ein eigener Schatzmeister mit Sitz in Marlborough und Nottingham unterstellt war. Somit war Neville de facto nur dem König unterstellt, der jedoch manchmal persönlich in die Verwaltung der Forste eingriff. Nachweisbar spielte er mehrfach um Geld mit dem König.

## Verhältnis zu König Johann
Als einer der engsten Ratgeber des Königs hatte Neville unter König Johann enormen Einfluss, dennoch war seine Beziehung zum König schwierig. Mehrfach musste er hohe Strafen zahlen, wenn der König mit seiner Arbeit unzufrieden war. Angeblich litt seine Frau unter den amourösen Avancen des Königs, vielleicht war sie gar eine Geliebte des Königs. Der Chronist Roger von Wendover zählte ihn zu den schlechten Ratgebern von König Johann. 1210 wurde Neville zu einer Strafe von 1000 Mark verurteilt, weil er Peter des Roches, dem Bischof von Winchester, widerrechtlich erlaubt hatte, einen Teil der königlichen Forste einzuzäunen. Ein Teil der Strafe wurde ihm später erlassen, doch die hohe Summe sollte Neville offenbar verdeutlichen, dass er dem König Gehorsam schuldete. 1212 sollte Neville eine enorme Strafe von 6000 Mark zahlen, angeblich weil er zwei 1210 in Irland gefangene Ritter aus Carrickfergus Castle hatte entkommen lassen. Vermutlich wurde diese Strafe auch wegen seiner Verfehlungen bei der Verwaltung der Forste von Nordengland und der Ländereien der Diözese Salisbury verhängt, die er während des Interdikts übernommen hatte. Kurz danach wurde er als Sheriff von Hampshire sowie als Verwalter von Cumberland, was er seit 1209 gewesen war, abgelöst. 1215 bezeugte er mit die Anerkennung der Magna Carta durch den König. Ein Teil seiner Schulden beim König wurde ihm wohl erlassen, doch während des Ersten Kriegs der Barone wechselte Neville wie zahlreiche andere Adlige und scheinbar vertraute Beamte des Königs vermutlich 1216 die Seiten, als nach der Landung einer französischen Armee unter Prinz Ludwig die Lage Johanns aussichtslos schien. Die Adelsopposition übertrug ihm wieder die Verwaltung von Marlborough Castle.

## Dienst unter König HeinrichIII.
Aufgrund seiner Abtrünnigkeit wurde er als Forstrichter abgesetzt und musste auf Teile seiner Besitzungen verzichten. Obwohl er sich 1217 nach dem Ende des Kriegs der Barone der Regierung des neuen Königs Heinrich III. unterwarf und sein Verwandter Ralph de Neville Siegelbewahrer geworden war, blieb Neville in den nächsten Jahren in Ungnade. Über das Erbe seiner Frau führte er in dieser Zeit Prozesse mit Falkes de Bréauté, der deren jüngere Halbschwester Margaret geheiratet hatte.
Erst am 17. Januar 1224 wurde er als Nachfolger von Brian de Lisle wieder zum obersten Forstrichter ernannt. Als Forstrichter handelte Neville zunächst teilweise wieder streng und teils auch willkürlich, wie er unter der Regierung König Johanns gehandelt hatte. In seine Amtszeit fiel nun jedoch die Umsetzung der Bestimmungen der 1217 erlassenen Charter of the Forest über die Grenzen der königlichen Forste. Dabei musste er Zugeständnisse machen, denn bereits seit der Herrschaft von Heinrich II. waren Wälder aufgeforstet und so die Forstgrenzen ausgedehnt worden. Diese Aufforstungen sollten nur noch den königlichen Forsten zugerechnet werden, wenn sie auf direkten Grundbesitz des Königs stattgefunden hatten. Dennoch kam es über die Forstgrenzen zu zahlreichen Klagen und Prozessen. Frühere Versuche, diesen Streit zwischen der Regierung und den Counties zu lösen, waren unter den Forstrichtern John Marshal und Brian de Lisle gescheitert. Im Oktober 1224 erhielt Neville den Befehl, die Forstgrenzen so zu fassen, wie sie vor dem Ausbruch des Kriegs der Barone 1215 bestanden hatten. Die erneute Bestätigung der Charter of the Forests und der Magna Carta durch den König 1225 erhöhte nun den Druck, den Streit über die Grenzen der königlichen Forste zu lösen. Nachdem Neville im April 1225 als Forstrichter bestätigt worden war, führte er selbst den Großteil der Besichtigungen in den einzelnen Counties durch. Einige Streitpunkte konnte er so lösen, doch Anfang 1227 griff der junge König selbst in die Forstverwaltung ein. Damit stellte er einige der Grenzen wieder in Frage, die zuvor von seinen Forstrichtern festgelegt worden waren. Der dadurch andauernde Streit über die Forstgrenzen führte schließlich zu Nevilles Ablösung am 8. Oktober 1229. Zu seinen Nachfolgern ernannte der König John of Monmouth und wieder Brian de Lisle. Neville starb kurz vor dem 21. Juli 1234 und wurde in Waltham Abbey in Essex beigesetzt, die er gefördert hatte.

## Familie und Nachkommen
Nevilles erste Frau Joan of Cornhill starb anscheinend nach Dezember 1224. Mit ihr hatte er mehrere Kinder, darunter:
- John de Neville († 1246)
- Henry de Neville († 1218)
- Joan de Neville

Vor April 1230 hatte er in zweiter Ehe Beatrice, die Witwe von Ralph de Fay († um 1223) geheiratet, die zusammen mit ihren vier Schwestern eine Erbin von Stephen of Turnham war.